# 園田しほり
園田 しほり（そのだ しほり、6月25日 - ）は、東京都出身のストリッパー。杉プロダクション所属。
身長158cm、スリーサイズは、バスト81cm・ウエスト60cm・ヒップ82cm。血液型はA型。

## 略歴
高校卒業後、スカウトされ、グラビア雑誌のモデルとして活動を開始。AV女優も兼務するが、数本の作品をリリースしたのみでAV界を去る。その後、グラビアの事務所からの紹介を受けてアルバイトとしてストリップ劇場の初舞台を踏む。
1996年6月1日、十三ミュージックにてデビュー。その時、ストリップの世界に魅了される。現在も第一線で活躍中。
2010年6月でデビュー14周年を迎え、ストリッパーとして15年目に突入。
ステージにブレイクダンスやエディット、アニメーションを取り入れる等、業界の先駆者と言える。

## 人物
趣味はダンスと読書、ネイルアート。特技は風邪をひくこと。
好きなものは栄養ドリンク。苦手なものはコーヒー、ビール。